# Microscopía a cámara rápida
La microscopía a cámara rápida es la fotografía a cámara rápida aplicada a la microscopía. Es el método que permite la observación de la dinámica celular durante períodos de tiempo.Las secuencias de imágenes microscópicas se graban y luego se ven a mayor velocidad para brindar una visión acelerada del proceso microscópico.Antes de la introducción de la grabadora de vídeo en la década de 1960, las grabaciones de microscopía a intervalos de tiempo se realizaban en películas fotográficas. Durante este período, la microscopía a cámara rápida se denominó microcinematografía. Con el uso de grabadoras de vídeo, se adoptó gradualmente el término microscopía de vídeo en intervalo de tiempo. Hoy en día, con el uso de las cámaras fotográficas digitales para grabar imágenes individuales, en lugar de una grabadora de vídeo, el término ha caído en desuso. 

## Aplicaciones
La microscopía a cámara rápida se puede utilizar para observar cualquier objeto microscópico a lo largo del tiempo. Sin embargo, su principal uso tiene lugar en la biología celular para observar células cultivadas artificialmente. Dependiendo del cultivo celular, se pueden aplicar diferentes técnicas de preparación para mejorar las características ópticas de las células, ya que la mayoría de las células son transparentes.
Tradicionalmente, las células se tiñen para mejorar las observaciones. Desafortunadamente, el proceso de tinción mata las células. El desarrollo de métodos de tinción menos destructivos y de métodos para observar células no teñidas y la invención del microscopio de contraste de fases ha llevado a que los biólogos celulares observen cada vez mejor las células vivas. Esto se conoce como imágenes de células vivas. Se han desarrollado algunas herramientas para identificar y analizar células individuales durante la obtención de imágenes de células vivas.
 La microscopía a cámara rápida se utiliza principalmente en la investigación, también en clínicas de FIV ya que los estudios han demostrado que aumenta las tasas de embarazo, reduce las tasas de aborto y predice aneuploidías  
Los enfoques modernos están ampliando aún más las observaciones de microscopía a cámara rápida más allá de la creación de películas de la dinámica celular. Tradicionalmente, las células se observan en un microscopio y se miden con un citómetro.  A medida que las técnicas citométricas se integran con técnicas de imágenes, este método doble va desapareciendo.

## Historia

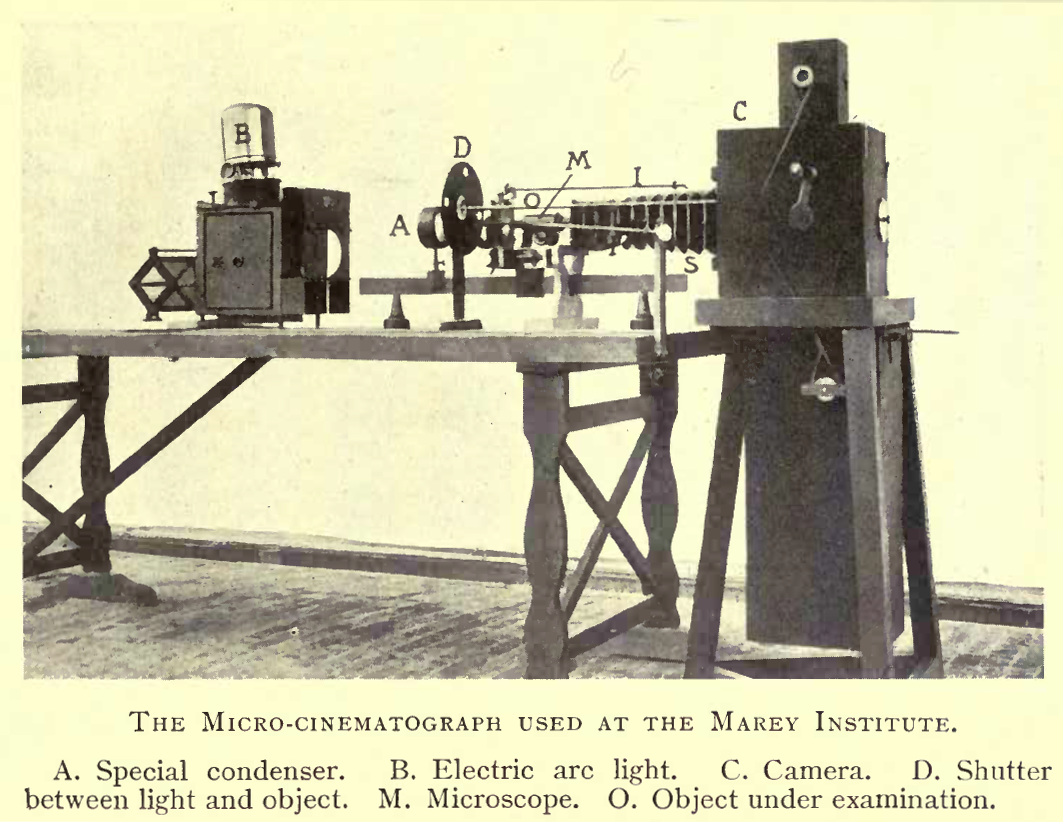
Uno de los microcinematógrafos utilizados en el Instituto Marey a finales del.

Aunque se considera The Cheese Mites de Martin Duncan, —grabada en 1903— como la primera película microcinematográfica,el desarrollo temprano de la microcinematografía científica tuvo lugar en París. El primer microscopio de cámara rápida del que se tiene noticia se montó a finales de la década de 1890 en el Instituto Marey, fundado por el pionero de la cronofotografía, Étienne-Jules Marey.Posteriormente, hacia 1910, fue Jean Comandon quien realizó las primeras contribuciones científicas significativas.  
Comandon era un microbiólogo especializado en la investigación de la sífilis . Inspirado por el trabajo microcinemático de Victor Henri sobre el movimiento browniano,utilizó el ultramicroscopio recién inventado para estudiar los movimientos de la bacteria de la sífilis.En aquel momento, el ultramicroscopio era el único instrumento que permitía ver las espiroquetas, finas bacterias filamentosas  en forma de espiral. Usando una enorme cámara de cine atornillada al frágil microscopio, demostró visualmente que el movimiento de los Treponema patógenos es singularmente diferente del de las formas que no causan enfermedades. Las películas de Comandon resultaron fundamentales para enseñar a los médicos a distinguir las dos formas.
El extenso trabajo pionero de Comandon inspiró a otros a adoptar la microcinematografía. Heniz Rosenberger construyó un microcinematógrafo a mediados de los años 20. En colaboración con Alexis Carrel, utilizaron el dispositivo para desarrollar aún más las técnicas de cultivo celular de Carrel. Warren Lewis realizó un trabajo similar.
Durante la Segunda Guerra Mundial, Carl Zeiss AG lanzó al mercado el primer microscopio de contraste de fase. Con este nuevo microscopio se pudieron observar por primera vez detalles celulares sin utilizar tinciones letales.Al realizar algunos de los primeros experimentos de lapso de tiempo con fibroblastos de pollo y un microscopio de contraste de fase, Michael Abercrombie sentó, en 1953, las bases de la comprensión de la migración celular.
Con la introducción generalizada de la cámara digital a principios de este siglo, la microscopía de lapso de tiempo se ha vuelto universalmente accesible y actualmente está experimentando un aumento sin parangón en las publicaciones científicas. 